# Ernst Nusselein
Ernst Nusselein (auch: Ernst Wilhelm Nusselein) (* 9. Februar 1908 in Rheydt; † 4. Mai 1992 in Aachen) war ein deutscher römisch-katholischer Geistlicher und Fernseh-Pfarrer.

## Leben
Ernst Nusselein studierte Philosophie und Theologie in Bonn, Freiburg und Köln. Er war ab 1929 Mitglied der katholischen Studentenverbindung K.D.St.V. Arminia Freiburg im Breisgau im CV, später auch der K.D.St.V. Franconia Aachen und der K.D.St.V. Bergland (Freiberg) Aachen. 1933 empfing er die Priesterweihe in Aachen und war in den Pfarren Hl. Kreuz in Aachen, St. Marien in Geilenkirchen-Gillrath und St. Castor in Alsdorf tätig. Er kam mehrfach mit der GeStaPo und den Nationalsozialisten in Konflikt. Ab dem 11. März 1945 war er Oberpfarrer von St. Paul in Aachen.
Nusselein  war Sprecher im Diözesanpriesterrat und Diözesanvorsitzender des Päpstlichen Missionswerks der Kinder sowie Geistlicher Beirat des Katholischen Fürsorgevereins für Mädchen, Frauen und Kinder. Er war 19 Jahre lang Referent für Rundfunk- und Fernsehfragen im Bistum Aachen und langjährig für die Morgenandachten sowie als Fernseh-Pfarrer beim Wort zum Sonntag im WDR tätig. Auf den großen Kreuzfahrtschiffen versah er im Auftrag der Deutschen Bischofskonferenz das Amt des Schiffskaplans.
Papst Johannes Paul II. ernannte ihn 1978 zum Päpstlichen Hauskaplan (Monsignore).
1966 wurde er von Kardinal-Großmeister Eugène Tisserant zum Ritter des Ritterordens vom Heiligen Grab zu Jerusalem ernannt und am 3. Dezember 1966 im Kölner Dom durch Lorenz Kardinal Jaeger, Großprior des Ordens, investiert. Zuletzt war er Großoffizier des Ordens; er war langjähriger Prior der Aachener Komturei. Für sein Engagement im Heiligen Land und dem Deutschen Verein vom heiligen Land wurde er mit der Goldenen Palme von Jerusalem ausgezeichnet.
Ernst Nusselein fand seine letzte Ruhestätte im Campo Santo auf dem Aachener Westfriedhof.

## Schriften
- Führer durch die Haupt-Pfarrkirche Sankt Paul zu Aachen, Arend und Ortmann 1958
- Der heilige Markulfus, Abt und Bekenner, 1958
- Du bist nicht weit vom Reiche Gottes : unkonventionelle Sonntagsgedanken, Herder 1982, ISBN 3-451-07982-8
- Wie der liebe Gott uns sieht ... : Alltag "von oben" betrachtet, Herder 1982 (3. Auflage), ISBN 3-451-07858-9
- Wo nehmen wir die Vorbilder her?, Herder 1989, ISBN 3-451-08377-9